# Artaxiden
De Artaxiden (Georgisch: არტაშესიანი, Artasjesiani) waren een tak van de Armeense Artaxiaden-dynastie die van ca. 90 v.Chr. tot 30 v. Chr. over Iberië (huidig Georgië) regeerde. Volgens de Georgische middeleeuwse kronieken verwierven de Artaxiden de kroon van Iberië toen de Iberische edelen in opstand kwamen tegen hun koning Parnadjom en na een verzoek aan de Armeense koning stuurde deze diens zoon die, getrouwd met een Parnavazische prinses, zo koning werd van Iberië. De dynastie kwam aan zijn einde toen bleek dat de Parnavaziërs nog een prins in leven hadden, Mirian, zoon van Parnadjom. Deze kon zich uiteindelijk, bijna 60 jaar na zijn vader, als koning kronen met behulp van een Perzisch leger.
Er is weinig bekend over de Iberische Artaxiden. Het schijnt dat zij onder invloed stonden van hun neven in Armenië die zich zo een groot deel van de Iberische grond toe-eigenden.
| Koning               | Jaar                |
| -------------------- | ------------------- |
| Artaxias I           | ca 93 tot 81 v.Chr. |
| Artoces              | ca 81 tot 63 v.Chr. |
| Parnavaz II (Bartom) | ca.63 tot 32 v.Chr. |